# Малигін Іван Васильович
Іван Васильович Малигін (рос. Иван Васильевич Малыгин; 3 лютого 1887 — 20 вересня 1918) — учасник революційного руху в Росії, один із 26 бакинських комісарів.

## Життєпис
Народився в селі Марково, нині Верхньоландехівського району Івановської області Росії, в родині тесляра.
Член РСДРП з 1905 року. Вів підпільну роботу в Баку, Дагестані, на Ставропіллі, співпрацював з газетою «Правда».
В роки Першої світової війни мобілізований до війська, вів агітаційну роботу серед солдат запасних частин російської імператорської армії.
Після Лютневої революції 1917 року — член П'ятигорської ради, згодом працював у більшовицьких організаціях Грозного і Баку. Учасник двох крайових з'їздів Кавказької армії у Тифлісі, на 2-му з'їзді обраний членом Військово-революційного комітету (ВРК) Кавказької армії, з січня 1918 року — секретар ВРК. З квітня 1918 року — член колегії Наркомату військово-морських справ у Бакинському РНК.
Після повалення радянської влади в Баку заарештований і розстріляний разом з іншими «бакинськими комісарами».
У 2009 році перепохований на Говсанському кладовищі в Баку (Азербайджан).

## Вшанування пам'яті
В Росії ім'ям Івана Малигіна названі вулиці в містах Махачкала, П'ятигорськ, Світлоград.
В Україні у жовтні 2015 року Іван Малигін потрапив до створеного Українським інститутом національної пам'яті «Списку осіб, що підпадають під закон про декомунізацію».